# The Young Canadians
The Young Canadians, à l'origine The K-Tels, est un groupe de punk rock canadien, originaire de Vancouver, en Colombie-Britannique. Ils sont originellement formés en 1979 sous le nom de K-Tels. Ce groupe est l'un des premiers groupes de punk rock au Canada. Le groupe se sépare en 1980.

## Biographie
The YC's sont influencés par des groupes locaux comme D.O.A. et les Pointed Sticks, mais aussi internationaux comme les Dolls, the Stooges, et le garage rock des années 1960. Ils enregistrent deux EP et un single avant de se séparer. Le single Hawaii est l'un des hymnes classiques du punk canadien. Historiquement significatifs dans la scène canadienne (du moins celle de Vancouver), les K-Tels sont le premier groupe punk canadien à jouer le Smilin' Buddha. Ils tournent aussi avec the Boomtown Rats lors d'une tournée au Canada.
Juste avant la sortie de Hawaii, ils sont forcés de changer de nom sous peine d'être poursuivi en justice par la société K-Tel. Leurs deux EP et single, en plus de chansons live, sont réédités en 1995 sur l'album No Escape. Joyride on the Western Front, un album live documentant un concert en 1980 au Mabuhay Gardens, est publié en 2001.
Le membre fondateur et bassiste Jim Bescott meurt dans un accident à Vancouver le 31 août 2005 à 52 ans.

## Discographie
- Hawaii - maxi
- Automan - maxi
- This Is Your Life - maxi produit par Bob Rock
- No Escape - album
- Joyride on the Western Front - album live